# Interlock
En textile, interlock désigne un type de liage utilisé pour produire un tricot. Il est obtenu sur une machine à double fonture en tricotant sur un rang les mailles paires sur l'avant et impaires sur l'arrière, puis, le rang suivant, les mailles impaires sur l'avant  et paires sur l'arrière. Si le point peut être obtenu et décliné sur une machine rectiligne, le terme d'interlock est utilisé pour qualifier une étoffe obtenue le plus souvent sur une machine circulaire.
L'interlock est obtenu sur une machine à double fonture en tricotant sur un rang les mailles paires sur l'avant et impaires sur l'arrière, puis, le rang suivant, les mailles impaires sur l'avant  et paires sur l'arrière. Le résultat est un ensemble de deux côtes entrelacées. Plus épais et plus lourd que le jersey, il est extensible en largeur mais moins qu'une côte. Très solide, l'interlock est la maille de prédilection pour produire des marinières, mais il se prête à toutes autres sortes de réalisations : robes, shorts, pantalons, t-shirts, vêtements pour bébés.